# Уайт, Вердин
Вердин Адамс Уайт (англ. Verdine Adams White, род. 25 июля 1951, Чикаго, Иллинойс, США) — американский музыкант, автор песен, музыкальный продюсер, мотивационный спикер. Наиболее известный как один из основателей и бас-гитарист американской группы «Earth, Wind & Fire». Уайт попал на 19-е место в список 50 величайших басистов всех времён журнала «Rolling Stone».

## Награды

### «РИАА»

#### Мультиплатиновые альбомы[7][8]
- 1975 — «That's The Way Of The World»
- 1975 — «Gratitude»
- 1976 — «Spirit»

### «Грэмми»
- 2016 — Премия за заслуги перед жизнью[9]
- 2008 — Зал славы ГРЭММИ, «Сияющая звезда»
- 2004 —  Премия губернаторов NARAS Signature
- 1982 — Лучшее исполнение R&B дуэтом или группой с вокалом, «Wanna Be With You»
- 1979 — Лучшее вокальное исполнение в стиле R&B дуэтом, группой или хором, «After The Love Has Gone»
- 1979 — Лучшее инструментальное исполнение в стиле R&B, «Страна чудес в стиле буги-вуги»
- 1978 — Лучшее вокальное исполнение в стиле R&B дуэтом, группой или хором, «All 'n All»
- 1978 — Лучшее инструментальное исполнение в стиле R&B, «Runnin»
- 1975 — Лучшее вокальное исполнение в стиле R&B дуэтом, группой или хором, «Shining Star»